# Chiến tranh Hy Lạp-Ý
Chiến tranh Hy Lạp-Ý (tiếng Hy Lạp: 'Ελληνοϊταλικός Πόλεμος' Ellinoitalikós Pólemos hay Πόλεμος του Σαράντα Pólemos tou Saránda, "Cuộc chiến năm 40", tiếng Ý: Guerra di Grecia, "Chiến tranh Hy Lạp") là một cuộc xung đột giữa Ý và Hy Lạp, kéo dài từ ngày 28 tháng 10 năm 1940 đến ngày 23 tháng 4 năm 1941. Nó đánh dấu sự mở màn của Chiến dịch Balkan trong Chiến tranh thế giới thứ hai. Từ ngày 6 tháng 4 năm 1941, khi Đức Quốc xã bắt đầu can thiệp vào cuộc chiến, thì cuộc xung đột được biết đến với cái tên trận Hy Lạp.
Cho đến giữa năm 1940, Mussolini ngày càng ghen tị trước những cuộc chinh phục của Adolf Hitler và muốn chứng minh với người đồng minh phát xít của mình rằng ông ta cũng có thể lãnh đạo nước Ý giành được những thắng lợi quân sự tương tự. Ý đã thôn tính Albania từ mùa xuân năm 1939 và nhiều thuộc địa của Anh tại châu Phi (cuộc xâm chiếm Somaliland vào mùa hè năm 1940), nhưng vẫn không thể đạt được những chiến thắng ngang tầm với Đức Quốc xã. Vào thời điểm này, Mussolini cũng muốn củng cố quyền lợi của Ý tại khu vực Balkan, vốn đang bị Đức đe dọa (ông ta không vừa lòng trước việc România, một quốc gia Balkan mà trước nay Ý vẫn dòm ngó, đã công nhận sự bảo hộ của Đức tại các mỏ dầu Ploieşti của họ từ giữa tháng 10) và chiếm đoạt những căn cứ mà từ đó có thể tấn công những tiền đồn của nước Anh tại phía đông Địa Trung Hải.
Ngày 28 tháng 10 năm 1940, sau khi nhà độc tài Hy Lạp Ioannis Metaxas bác bỏ bức tối hậu thư yêu sách về việc chiếm đóng lãnh thổ Hy Lạp của Ý, các lực lượng Ý đã tràn vào Hy Lạp. Quân đội Hy Lạp đã phản công buộc người Ý phải rút lui, và cho đến giữa tháng 12, Hy Lạp đã chiếm được gần một phần tư đất Albania, làm 530.000 quân Ý bị sa lầy. Vào tháng 3 năm 1941, một cuộc phản công lớn của Ý bị thất bại, chỉ thu được một số thành quả tại khu vực Himare. Trong những ngày đầu tiên của tháng 4, khi cuộc xâm lược Hy Lạp của Đức bắt đầu, quân đội Ý lại tiếp tục tấn công. Từ ngày 12 tháng 4, người Hy Lạp bắt đầu rút khỏi Albania để tránh bị cô lập trước cuộc tiến quân nhanh chóng của Đức. Ngày 20 tháng 4, tập đoàn quân Epirus của Hy Lạp đầu hàng Đức, và đến ngày 23 tháng 4 năm 1941 việc đình chiến được lặp lại với cả người Ý tham dự, chính thức kết thúc cuộc chiến tranh Hy Lạp-Ý.
Chiến thắng của Hy Lạp trong cuộc tấn công đầu tiên của Ý tháng 10 năm 1940 là thắng lợi trên bộ đầu tiên của phe Đồng Minh trong Chiến tranh thế giới thứ hai, và giúp vực dậy tinh thần tại các nước châu Âu đang bị chiếm đóng. Một số sử gia, như John Keegan, cho rằng có thể nó còn làm ảnh hưởng đến toàn bộ diễn biến sau đó của cuộc chiến vì đã buộc Đức phải hoãn chiến dịch tấn công Liên Xô để giúp đỡ Ý đánh Hy Lạp. Sự trì hoãn này khiến các lực lượng Đức phải đối mặt với điều kiện mùa đông khắc nghiệt của nước Nga, góp phần dẫn đến thất bại của họ trong trận chiến tại Moskva tháng 12 năm 1941.

## Bối cảnh

### Quan hệ Hy Lạp-Ý đầu thế kỷ 20
Kể từ khi nước Ý được thống nhất, người Ý đã mong mỏi trở thành một siêu cường và giành quyền bá chủ Địa Trung Hải. Sau đó, dưới chế độ phát xít, việc thiết lập nên một Đế quốc La Mã mới, bao gồm cả Hy Lạp, vẫn thường được Mussolini nhắc đến trong những tuyên bố của mình.
Ngay từ thập niên 1910, quyền lợi của Ý và Hy Lạp đã xung đột nhau tại Albania và Dodecanese. Albania, nước láng giềng phía tây bắc của Hy Lạp, là nơi có thể thiết lập vững chắc một xứ bảo hộ của Ý. Cả Albania lẫn Hy Lạp đều đòi quyền tại vùng Bắc Epirus, nơi một số lớn dân cư Hy Lạp sinh sống. Ngoài ra, Ý còn đang chiếm đóng các hòn đảo ở Dodecanese có đa số dân Hy Lạp cư trú nằm ở phía đông nam biển Aegea kể từ sau chiến tranh Ý-Thổ Nhĩ Kỳ năm 1912, và mặc dù hòa ước Venizelos-Tittoni năm 1919 có hứa hẹn sẽ trả lại cho họ, nhưng sau đó đã không được thực thi. Mâu thuẫn giữa quân đội của hai quốc gia đã nổ ra trong việc chiếm cứ vùng Tiểu Á, và Ý đã giúp đỡ người Thỗ Nhĩ Kỳ trong cuộc chiến chống lại Hy Lạp. Sau đó, chính phủ Phát xít mới của Mussolini đã vin vào vụ ám sát một viên tướng Ý tại biên giới Hy Lạp-Albania để bắn phá và chiếm đóng Corfu, hòn đảo quan trọng nhất trong hệ thống các đảo Ionia. Các đảo này trước đây nằm dưới quyền cai trị của nước Cộng hòa Venezia cho đến cuối thế kỷ 18, và là một mục tiêu của chủ nghĩa bành trướng nước Ý. Sau đó là một thời gian bình thường hóa quan hệ, đặc biệt là trong nhiệm kỳ thủ tướng của Eleftherios Venizelos tại Hy Lạp (1928–1932), với việc ký kết một Hiệp ước Hữu nghị giữa hai quốc gia ngày 23 tháng 9 năm 1928.
Bên phía Hy Lạp, Venizelos đã nỗ lực rất nhiều nhằm bình thường hóa mối quan hệ của Hy Lạp với các nước láng giềng. Sau Hòa ước Hữu nghị Hy Lạp-Thổ năm 1930 và hiệp ước Balkan năm 1934, mối đe dọa từ phía đối thủ lâu đời của Hy Lạp là Thổ Nhĩ Kỳ đã bị xóa bỏ. Albania thì quá yếu kém để gây lo ngại còn vương quốc Nam Tư, dù vẫn thường gây sức ép về việc đòi chuyển giao một "vùng tự do" tại Thessaloniki, vẫn duy trì quan hệ khá tốt đẹp với Hy Lạp. Thêm vào đó, hai quốc gia lại có cùng một mối đe dọa từ chủ nghĩa xét lại của người Bulgaria. Khát vọng của Bulgaria nhằm giành lại vùng Tây Thrace là nguy cơ lớn từ bên ngoài đối với Hy Lạp trong những năm 1930. Do đó, khi Ioannis Metaxas lên nắm quyền vào năm 1936 (chế độ ngày 4 tháng 8), nhiều kế hoạch đã bắt đầu được xây dựng nhằm tái tổ chức các lực lượng vũ trang của đất nước và xây dựng một tuyến phòng thủ vững chắc dọc theo biên giới Hy Lạp-Bulgaria. Phòng tuyến này được xây dựng và đặt theo tên của nhà lãnh đạo: "phòng tuyến Metaxas". Trong những năm sau đó, quân đội đã thu hút nhiều khoản đầu tư lớn nhằm mục đích hiện đại hóa; được nâng cấp về công nghệ, được tái trang bị phần lớn và được cải thiện vượt bậc toàn diện so với tình trạng tồi tệ trước đó của nó. Chính phủ Hy Lạp mua vũ khí mới để trang bị cho 3 tập đoàn quân. Tuy nhiên, do nguy cơ chiến tranh ngày một tăng và thế chiến cuối cùng đã bùng nổ, nên những mặt hàng cần mua quan trọng nhất từ nước ngoài, tiến hành trong các năm 1938, 1939, đã không được chuyển giao hoặc chỉ giao một phần. Thay vào đó, một kế hoạch lớn đối phó được phát triển và một lượng lớn thực phẩm cùng vật dụng đã được dự trữ trong quân đội tại nhiều vùng của Hy Lạp để chuẩn bị cho trường hợp chiến tranh.

### Các diễn biến ngoại giao và quân sự trong những năm 1939-1940

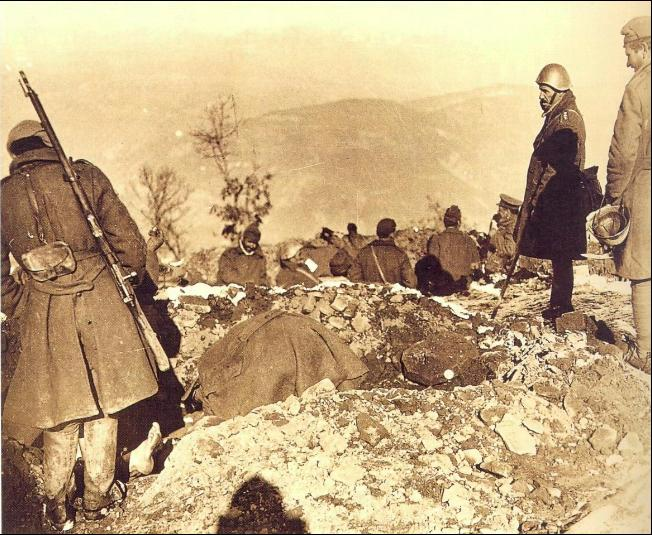
Quân Hy Lạp xây dựng chiến hào trên tuyến Elaia-Kalamas, tháng 3 năm 1939.

Ngày 7 tháng 4 năm 1939, quân đội Ý đã chiếm đóng Albania, qua đó thiết lập được đường biên giới trên bộ trực tiếp với Hy Lạp. Hành động này dẫn đến việc Anh và Pháp cùng lên tiếng đảm bảo sự toàn vẹn lãnh thổ của Hy Lạp, còn đối với Hy Lạp, động thái này đã làm họ từ bỏ mọi kế hoạch trước đó, và bắt đầu gấp rút chuẩn bị đối phó với cuộc tấn công của Ý. Khi chiến tranh bùng nổ tại Trung Âu, Metaxas đã cố gắng nhằm giữ cho Hy Lạp đứng ngoài cuộc xung đột, nhưng đến khi cuộc chiến lan rộng, ông ta ngày càng tỏ ra gần gũi hơn với Anh, với sự ủng hộ của quốc vương George II, một hậu thuẫn quan trọng của chế độ, và là người có quan hệ thân thiết với Anh. Điều này thật mỉa mai cho Metaxas, vì ông ta vốn là một người thân Đức, và đã xây dựng một mối quan hệ kinh tế vững mạnh với nước Đức của Hitler.
Cùng thời gian này, người Ý, đặc biệt là thống đốc Albania Francesco Jacomoni, đã bắt đầu kích động vấn đề dân tộc thiểu số Cham của Albania tại Epirus thuộc Hy Lạp nhằm tranh thủ sự ủng hộ của người Albania. Mặc dù vậy, nhiệt tình của người Albania với việc "giải phóng Chameria" vẫn im ắng, nhưng Jacomoni vẫn liên tục gửi những bản báo cáo rất lạc quan cho Roma về sự hỗ trợ từ phía Albania. Tháng 6 năm 1940, thi thể không đầu của Daut Hoxha, một tên cướp người Albania, được tìm thấy gần làng Vrina. Jacomoni đổ tội giết người cho những đặc vụ của Hy Lạp, và khi khả năng về một cuộc tấn công của Ý vào Hy Lạp đến gần, ông ta bắt đầu vũ trang cho những toán quân Albania không chính quy để sử dụng họ chống lại Hy Lạp.
Ngay sau khi Trận chiến nước Pháp kết thúc, Mussolini liền hướng sự chú ý của mình vào Hy Lạp. Khi quyết định tấn công Hy Lạp, Mussolini xét đến nhiều vấn đề sau:
- Sau đóng góp không đáng kể của quân đội Ý vào thất bại của Pháp năm 1940, cần phải bù lại những áp lực đang tăng cao từ nước Đức Quốc xã của Hitler theo quy định của Hiệp ước Thép;
- Theo nhu cầu quân sự, cần phải chinh phục một căn cứ như Hy Lạp và các đảo của nó để góp phần tăng cường sự hiện diện của Ý tại biển Aegea và Đông Địa Trung Hải;
- Việc xây dựng được các sân bay và có được cảng Thessaloniki ở miền bắc Hy Lạp sẽ gia tăng đáng kể sức mạnh tấn công của Ý tại Ai Cập;
- Cuối cùng, Mussolini và Bộ trưởng Ngoại giao Ciano, do bị ảnh hưởng từ những sự thân thiện không có thật với các nhân vật có ảnh hưởng trong chính phủ Hy Lạp, đã tin rằng các tầng lớp chính trị tham nhũng sẽ ủng hộ việc Hy Lạp chuyển từ chỗ ủng hộ người Anh sang ủng hộ phe Phát xít, và họ sẽ hành động đúng lúc để tự lật đổ chính phủ.

Benito Mussolini đã tiết lộ với con rể là bá tước Ciano nhận xét của mình:
| “ | Hitler luôn đặt tôi vào cảnh sự đã rồi. Lần này tôi sẽ đáp trả ông ta tương tự. Ông ta sẽ được biết qua báo chí rằng tôi đã chiếm được Hy Lạp. | ” |
| — | |   |

Theo ghi chép ngày 3 tháng 7 năm 1940 trong nhật ký của Bá tước Galeazzo Ciano: "...Các tàu của Anh, có thể cả máy bay, đã được trú ẩn và tiếp liệu tại Hy Lạp. Mussolini đang nổi điên. Ông ta quyết định phải hành động" và đến ngày 11 tháng 8, quyết định về chiến tranh đã được đưa ra: "Mussolini tiếp tục nói về một cuộc tấn công chớp nhoáng tại Hy Lạp vào khoảng cuối tháng 9". Trong khi đó, kế hoạch ban đầu nhằm tấn công Nam Tư của Ý đã bị xếp vào tủ, do sự phản đối từ phía Đức và tình trạng thiếu phương tiện vận tải cần thiết.
Ngày 12 tháng 10 năm 1940 Đức chiếm đóng các mỏ dầu của Romania. Mussolini không được báo cho biết trước về việc này, và nó làm cho ông ta nổi giận. Ông ta coi đây là một sự bành trướng của Đức tại đông nam châu Âu, khu vực mà Ý vẫn đòi hỏi phải là phạm vi ảnh hưởng độc quyền của mình. Ba ngày sau Mussolini ra lệnh tổ chức một cuộc họp tại Roma để thảo luận về cuộc xâm chiếm Hy Lạp. Chỉ có người đứng đầu Bộ Tổng tham mưu, Thống chế Pietro Badoglio lên tiếng phản đối, viện dẫn rằng cần phải tổ chức một lực lượng ít nhất 20 sư đoàn trước cuộc chiến, nhưng tư lệnh tại Albania là trung tướng Sebastiano Visconti Prasca lại cho rằng lực lượng đó chỉ cần đến sau khi giai đoạn một của cuộc tiến công (đánh chiếm Epirus) đã hoàn tất, và kết luận ban đầu là chỉ cần 3 sư đoàn. Mussolini còn nhận được sự đảm bảo của ban tham mưu rằng cuộc chiến tại Hy Lạp sẽ là một chiến dịch chỉ kéo dài 2 tuần lễ. Sự tự tin thái quá này giải thích tại sao Mussolini lại nghĩ rằng ông ta có thể để 300.000 quân và 600.000 lính dự bị ở trong nước làm việc thu hoạch mùa màng ngay trước cuộc xâm lăng. Trong số 1.750 xe tải được cho là đang ở Hy Lạp thì chỉ có 107 chiếc là có mặt. Số lượng các sư đoàn cũng là phóng đại vì Mussolini đã thay đổi quy mô các sư đoàn từ 3 lữ đoàn xuống còn 2 lữ đoàn. Trên thực tế, trung tướng Visconti Prasca biết rằng ông ta sẽ mất chức chỉ huy nếu có hơn 5 sư đoàn được điều đến nên đã thuyết phục Mussolini rằng ông ta chỉ cần tối đa 5 sư đoàn.
Bộ trưởng Ngoại giao Galeazzo Ciano (người đã nói rằng ông ta có thể dựa vào sự hỗ trợ của nhiều nhân vật Hy Lạp, vốn dễ dàng bị mua chuộc) được giao cho nhiệm vụ tìm ra một cái cớ để gây chiến. Trong tuần tiếp theo Quốc vương Boris III của Bulgaria đã được mời tham gia vào hành động sắp tới chống lại Hy Lạp, nhưng ông từ chối.
Một chiến dịch tuyên truyền chống lại Hy Lạp đã được tiến hành tại Ý, và những hành vi khiêu khích liên tục diễn ra, như việc do thám hàng không các vùng lãnh thổ Hy Lạp và những cuộc tấn công bằng máy bay vào tàu thuyền của Hy Lạp, đã lên đến đỉnh điểm khi chiếc tàu ngầm Delfino của Ý phóng thủy lôi đánh chìm tuần dương hạm hạng nhẹ Elli tại cảng Tinos ngày 15 tháng 8 năm 1940 (ngày lễ tôn giáo Đức Mẹ truyền thống của Hy Lạp). Mặc dù có những bằng chứng không thể phủ nhận về trách nhiệm của người Ý, rằng đây là mệnh lệnh trực tiếp của Mussolini trong một bức thư viết tay gửi cho Đô đốc Cavagnari, tham mưu trưởng Hải quân Ý, nhưng chính phủ Hy Lạp đã thông báo lại rằng cuộc tấn công được thực hiện bởi một tàu ngầm "không rõ quốc tịch", và Ý cũng bác bỏ lời cáo buộc về việc họ đã tấn công một quốc gia trung lập. Nhưng dù vẻ ngoài trung lập được duy trì như vậy, dân chúng vẫn biết rõ được ai là thủ phạm thực sự (họ buộc tội cho Mussolini và Bộ trưởng Ngoại giao Ciano).

## Tối hậu thư của Ý và phản ứng của Hy Lạp
Đêm ngày 28 tháng 10 năm 1940, đại sứ của Ý tại Athens, Emmanuel Grazzi, đã trao một bức tối hậu thư của Mussolini cho Metaxas. Trong đó, Duce yêu cầu quân đội của ông ta được tự do tiến quân để chiếm đóng các "điểm chiến lược" chưa xác định trong lãnh thổ Hy Lạp. Hy Lạp có quan hệ thân hữu với Đức Quốc xã, nhất là về lợi ích trong quan hệ thương mại song phương, nhưng giờ đồng minh Ý của Đức lại xâm chiếm Hy Lạp. Metaxas đã bác bỏ tối hậu thư với câu nói "Alors, c'est la guerre" (tiếng Pháp có nghĩa là "Vậy thì, đó là chiến tranh."). Qua đó ông ta đã khích động quyết tâm chiến đấu của dân chúng Hy Lạp, mộy quyết tâm mà thể hiện phổ biến bằng một từ: "Ochi" (Όχι) (tiếng Hy Lạp có nghĩa là "Không"). Trong vòng vài giờ sau Ý đã bắt đầu tấn công Hy Lạp từ phía Albania. Chiến sự bùng nổ được công bố đầu tiên trên Đài phát thanh Athens sáng sớm ngày 28, với thông báo dài 2 câu của Bộ Tổng tham mưu: "Từ lúc 6h30 sáng nay, kẻ thù đã tấn công các tiền đội của chúng ta tại biên giới Hy Lạp-Albania. Quân đội của chúng ta đang chiến đấu bảo vệ Tổ quốc".
Ngay sau đó, Metaxas đã kêu gọi người Hy Lạp bằng những lời sau: "Đã đến lúc người Hy Lạp chiến đấu vì nền độc lập của mình. Những người dân Hy Lạp, giờ chúng ta phải chứng minh mình xứng đáng với ông cha và sự tự do mà họ đã ban cho chúng ta. Những người dân Hy Lạp, giờ hãy chiến đấu vì Tổ quốc, vì những người vợ, người con của mình và vì truyền thống thiêng liêng. Bây giờ, hãy chiến đấu vì tất cả!", câu cuối cùng trích nguyên từ vở kịch The Persians của nhà soạn kịch Aeschylus. Đáp lại bài diễn văn này, người dân Hy Lạp đã tự động xuống đường hát những bài ca yêu nước hô hào những khẩu hiệu chống lại người Ý, và hàng trăm ngàn tình nguyện viên, cả nam lẫn nữ, trên toàn thể Hy Lạp đã đến các văn phòng tuyển quân để đăng ký. Cả quốc gia liên kết lại chống quân xâm lược. Ngay cả nhà lãnh đạo đang bị giam cầm của Đảng Cộng sản bị cấm tại Hy Lạp, Nikolaos Zachariadis, cũng gửi một lá thư ngỏ ủng hộ kháng chiến, cho dù hiệp ước Xô-Đức vẫn đang tồn tại, có nghĩa điều đó trái với đường lối hiện tại của Quốc tế Cộng sản (mặc dù trong hai bức thư sau đó ông ta đã cáo buộc Metaxas về việc tiến hành một cuộc "chiến tranh đế quốc" và kêu gọi binh lính Hy Lạp từ bỏ hàng ngũ và lật đổ chế độ).

### Mục tiêu chiến tranh của Mussolini
Mục đích ban đầu của người Ý là thiết lập lên một chính phủ bù nhìn Hy Lạp dưới quyền Ý. Chính phủ mới này của Hy Lạp sẽ chấp nhận cho Ý sáp nhập các đảo Ionia cùng với nhóm đảo ở biển Aegea gồm Sporades và Cyclades (sẽ được cai trị như một phần của các đảo Aegea thuộc Ý). Các đảo này được yêu sách dựa trên cơ sở rằng chúng đã từng thuộc về nước cộng hòa Venice và nhà nước lệ thuộc Venice là Naxos. Ngoài ra, các vùng Epirus và Acarnania cũng phải bị tách khỏi lãnh thổ Hy Lạp và Vương quốc Albania phụ thuộc Ý cũng sẽ sáp nhập phần lãnh thổ nằm giữa đường biên giới tây bắc Hy Lạp và tuyến Florina-Pindus-Arta-Prevesa. Ý dự định bù lại một phần cho những tổn thất lớn lao này của Hy Lạp bằng cách cho cho phép họ sáp nhập thuộc địa Síp của Anh sau khi chiến tranh kết thúc thắng lợi.

## Tổ chức binh lực và kế hoạch của hai bên

### Bên phía Ý
Mặt trận rộng khoảng 150 km với đặc trưng địa hình núi non hiểm trở chỉ có vài con đường. Dãy núi Pindus trên thực tế chia cắt nó thành 2 chiến trường riêng biệt: Epirus và Tây Macedonia.
Mussolini lệnh cho Badoglio và Roatta tấn công Hy Lạp từ ngày 15 tháng 10 với mong muốn nó sẽ bắt đầu trong vòng 12 ngày sau đó. Badoglio và Roatta hoảng hốt khi phải tiếp nhận và thi hành lệnh đó, vì họ đã cho phục viên 600.000 người 3 tuần lễ để ưu tiên cung cấp nhân lực cho thu hoạch mùa màng. Với dự kiến yêu cầu phải có tối thiểu 20 sư đoàn để đạt thắng lợi, mà thực tế chỉ có 8 sư đoàn hiện tại ở Albania, và xét theo tình trạng yếu kém của các bến cảng Albania cũng như các cơ sở hạ tầng kết nối, thì công tác chuẩn bị đầy đủ phải đòi hỏi thời gian ít nhất 3 tháng. Mặc dù vậy, ngày tấn công vẫn được ấn định vào 26 tháng 10.
Kế hoạch chiến tranh của Ý, mang mật danh Emergenza G ("Dự án G", với G là viết tắt của Greek - Hy Lạp), dự định thôn tính quốc gia này theo 3 giai đoạn. Đầu tiên là việc chiếm Epirus và các đảo Ionia. Sau đó, khi đã có quân tăng viện, tiến sâu vào Tây Macedonia và hướng về Thessaloniki, nhằm đánh chiếm toàn miền bắc của Hy Lạp. Cuối cùng là chiếm đóng toàn bộ phần còn lại của Hy Lạp. Các cuộc tấn công phụ sẽ được tiến hành tại các đảo Ionia, với hy vọng Bulgaria sẽ tham chiến và cầm chân các lực lượng Hy Lạp ở phía đông vùng Macedonia của Hy Lạp.
Bộ tư lệnh Tối cao Ý đã huy động cho mỗi chiến trường một quân đoàn, lấy từ lực lượng hiện có ở Albania. Quân đoàn số 25 Ciamuria mạnh hơn ở Epirus (gồm các sư đoàn bộ binh số 23 Ferrara và số 51 Siena, sư đoàn thiết giáp số 131 Centauro, tổng cộng khoảng 30.000 người và 163 xe tăng) dự định tiến về Ioannina, bọc đánh thành phố từ bên phải bằng một "Cụm quân Duyên hải" (Raggruppamento Litorale) có quy mô lữ đoàn có khoảng 5.000 quân đi dọc theo bờ biển, và sư đoàn sơn chiến số 3 Julia sẽ tiến qua núi Pindus tấn công từ bên trái. Quân đoàn số 26 Corizza thuộc quân khu Macedonia (gồm các sư đoàn bộ binh số 29 Piemonte, số 49 Parma, cùng với sư đoàn số 19 Venezia trên đường đến từ phía bắc, tổng cộng khoảng 31.000 người) ban đầu dự định giữ chức năng phòng thủ. Tổng cộng, lực lượng tấn công Hy Lạp có khoảng 85.000 quân, đặt dưới quyền chỉ huy của trung tướng Sebastiano Visconti Prasca.

### Bên phía Hy Lạp

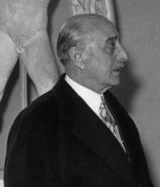
Alexandros Papagos, tư lệnh Lục quân Hy Lạp.

Sau khi Ý chiếm đóng Albania, Bộ Tổng tham mưu Hy Lạp đã chuẩn bị kế hoạch "IB" (Italy-Bulgaria), đề phòng trước một cuộc tấn công phối hợp giữa Ý và Bulgaria. Kế hoạch này cơ bản nói về việc phòng thủ tại Epirus, với một cuộc rút lui từ từ về tuyến sông Arachthos-Metsovo-sông Aliakmon-núi Vermion, trong khi vẫn duy trì khả năng về một cuộc tấn công hạn chế ở Tây Macedonia. Hai biến thể khác của kế hoạch về việc phòng thủ Epirus, là "IBa" - đề nghị đẩy hệ thống phòng thủ lên tuyến biên giới, và "IBb" - dự định phòng ngự tại một vị trí trung gian. Cuối cùng, viên tư lệnh địa phương, thiếu tướng Charalambos Katsimitros được để cho quyền quyết định lựa chọn kế hoạch thực hiện. Một yếu tố quan trọng trong lợi thế của Hy Lạp là họ đã xoay xở thu thập được thông tin tình báo về ngày giờ gần chính xác của cuộc tấn công, và đã hoàn thành việc động viên hạn chế tại những khu vực xảy ra cuộc tấn công dự kiến của Ý.
Lực lượng chủ yếu của Hy Lạp tại khu vực tiền tuyến khi chiến tranh bùng nổ có như sau: tại Epirus có sư đoàn bộ binh số 8 được cơ giới hoá đầy đủ và được chuẩn bị phòng thủ từ trước do thiếu tướng Katsimitros chỉ huy, ở Tây Macedonia là quân đội khu Tây Macedonia có quy mô quân đoàn (TSDM, ΤΣΔΜ, Τμήμα Στρατιάς Δυτικής Μακεδονίας) dưới quyền trung tướng Ioannis Pitsikas, bao gồm "Biệt đội Pindus" (Απόσπασμα Πίνδου) có quy mô trung đoàn của đại tá Konstantinos Davakis, sư đoàn bộ binh số 9 và lữ đoàn bộ binh số 4. Các lực lượng Hy Lạp ước tính khoảng 35.000 người, nhưng có thể được tăng viện nhanh chóng bằng những lực lượng kế cận ở miền nam Hy Lạp và Macedonia.
Người Hy Lạp có một lợi thế nhỏ là một sư đoàn của họ có nhiều hơn 30% bộ binh (mỗi sư đoàn có 3 trung đoàn so với 2 bên phía Ý) và hơi nhỉnh hơn về pháo hạng trung và súng máy so với một sư đoàn của Ý, nhưng họ hoàn toàn thiếu xe tăng, trong khi người Ý có ưu thế không quân tuyệt đối so với Không lực Hoàng gia Hy Lạp. Thêm nữa, phần lớn các trang thiết bị của Hy Lạp được cấp từ thời Chiến tranh thế giới thứ nhất, hoặc là đến từ các quốc gia như Bỉ, Áo và Pháp, giờ đã bị Đức chiếm đóng, gây ảnh hưởng xấu đến khả năng cung cấp các phụ tùng thay thế và đạn dược phù hợp. Đổi lại, nhiều sĩ quan cao cấp của Hy Lạp là cựu binh trong một thập kỷ của các cuộc chiến tranh liên miên (từ chiến tranh Balkan năm 1912–1913 và Chiến tranh thế giới thứ nhất cho đến chiến tranh Hy Lạp-Thổ), và dù chỉ có các phương tiện hạn chế, quân đội Hy Lạp đã tích cực tự chuẩn bị cho cuộc chiến tranh sắp tới từ cuối những năm 1930. Ngoài ra, trái với mong đợi của người Ý, tinh thần chiến đấu của người Hy Lạp rất cao, có rất nhiều người mong muốn được "trả thù vụ Tinos".

## Diễn biến cuộc chiến
Chiến tranh Hy Lạp-Ý được chia làm 3 giai đoạn chính:
- Giai đoạn 1 (từ 28 tháng 10 đến 13 tháng 11 năm 1940): Cuộc tấn công đầu tiên của quân Ý.
- Giai đoạn 2 (từ 14 tháng 11 năm 1940 đến 8 tháng 3 năm 1941): Hy Lạp phản công và 2 bên lâm vào bế tắc.
- Giai đoạn 3 (từ 9 tháng 3 đến 23 tháng 4 năm 1941): Quân Ý mở lại cuộc tấn công, Đức tham chiến.

### Cuộc tấn công ban đầu của Ý

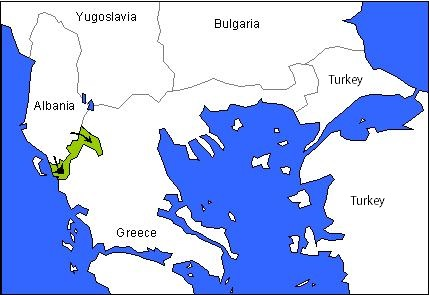
Cuộc tấn công ban đầu của Ý

Cuộc chiến tranh Hy Lạp-Ý bùng nổ vào sáng ngày 28 tháng 10 khi các lực lượng vũ trang Ý mở màn cuộc tấn công từ lãnh thổ Albania. Ban đầu, họ tiến quân nhanh chóng và bước đầu đẩy lui các lực lượng Hy Lạp. Quân đoàn Ciamuria, với mũi nhọn xung kích gồm các sư đoàn Ferrara và Centauro, đã tiến về phía Kalpaki (Elaia), trong khi cánh phải là Cụm quân Duyên hải tiến dọc bờ biển và thiết lập được một đầu cầu bắc qua sông Kalamas. Tuy nhiên, người Ý đã sớm phải đối mặt với những khó khăn đầu tiên, đó là điều kiện thời tiết tồi tệ, họ cũng không có đủ cầu phao để vượt qua những con suối ngập tràn nước mưa trên núi, lại thêm địa hình bất lợi: loại xe tăng L3/35 hạng nhẹ và M13/40 hạng vừa của họ không thể di chuyển trên địa hình đồi núi hay những con đường ngập bùn, và cả tình trạng thiếu nhân lực cũng góp phần đẩy quân Ý vào tình thế rất bất lợi trước người Hy Lạp.
Ngày 31 tháng 10 Bộ tư lệnh Tối cao Ý đã thông báo "các đơn vị của chúng ta tiếp tục tiến vào Epirus và đã tiếp cận sông Kalamas tại nhiều điểm. Điều kiện thời tiết không thuận lợi và những hoạt động của đối phương đang rút lui không làm chậm bước tiến của quân đội chúng ta". Nhưng trong thực tế, cuộc tiến công của Ý đang diễn ra không thuyết phục và không có lợi thế bất ngờ (thậm chí hoạt động không quân cũng không hiệu quả do thời tiết xấu), với sự lãnh đạo không kiên định và bị chia rẽ bởi những ganh đua cá nhân, và họ dần trở nên kiệt sức. Những điều kiện bất lợi trên biển đã khiến họ không thể tiến hành cuộc đổ bộ dự tính tại Corfu. Đến ngày 1 tháng 11, người Ý đã chiếm được Konitsa và tiến đến phòng tuyến chính của Hy Lạp. Cùng ngày hôm đó, Bộ tư lệnh Ý quyết định giành ưu tiên cho chiến trường Albania so với chiến trường châu Phi. Tuy nhiên, cho dù tấn công liên tục, người Ý vẫn không thể phá vỡ hệ thống phòng ngự của Hy Lạp trong trận Elaia–Kalamas, và cuộc tiến công đã bị chặn đứng vào ngày 9 tháng 11.
Có một nguy cơ lớn hơn đe dọa quân Hy Lạp là cuộc tiến quân của sư đoàn sơn chiến số 3 Julia qua dãy núi Pindus hướng về Metsovo, đe dọa chia cắt các lực lượng Hy Lạp tại Epirus với vùng Macedonia. Sư đoàn Julia đã thu được thành công ban đầu, đột phá qua được quân khu trung tâm của Đại tá Davakis. Bộ Tổng tham mưu Hy Lạp ngay lập tức ra lệnh tăng viện cho khu vực này, quân đoàn số 2. Một đòn phản công đầu tiên của Hy Lạp được tiến hành ngày 31 tháng 10, và không thu được nhiều thành công. Với 25 dặm đại hình đồi núi bị bao phủ trong mưa băng, sư đoàn Julia xoay xở chiếm được Vovousa, cách Metsovo 30 km về phía bắc vào ngày 2 tháng 11, nhưng rõ ràng là họ bị thiếu nhân lực và đồ tiếp tế để tiếp tục đối mặt với lực lượng dự bị Hy Lạp đang đến.
Cuộc phản công sau đó của Hy Lạp đã giúp chiếm lại nhiều ngôi làng, trong đó có Vovousa, cho đến ngày 4 tháng 11, và thực tế gần như đã bao vây sư đoàn "Julia". Prasca đã cố gắng tăng viện cho họ bằng sư đoàn bộ binh số 47 Bari mới đến (ban đầu sư đoàn này được dự định tấn công Corfu), nhưng nó đã đến quá muộn để có thể thay đổi kết cục. Trong những ngày tiếp theo quân sơn chiến Ý đã chiến đấu dũng cảm trong điều kiện thời tiết tồi tệ và dưới áp lực tấn công liên tục của Sư đoàn Kỵ binh Hy Lạp do thiếu tướng Georgios Stanotas chỉ huy, nhưng cuối cùng ngày 8 tháng 11, tư lệnh sư đoàn Julia, tướng Mario Girotti vẫn buộc phải ra lệnh cho các đơn vị của mình bắt đầu rút lui qua dãy Smolikas để về Konitsa. Vừa rút lui vừa chiến đấu trong nhiều ngày, cho đến 13 tháng 11 vùng biên giới đã sạch bóng quân Ý còn sư đoàn Julia đã bị tiêu diệt hoàn toàn, kết thúc trận Pindus với chiến thắng tuyệt đối của người Hy Lạp.
Với việc quân Ý không có động tĩnh gì tại Tây Macedonia, Bộ tư lệnh Hy Lạp đã chuyển Quân đoàn 3 (gồm sư đoàn bộ binh số 10, số 11 và Lữ đoàn Kỵ binh, dưới quyền trung tướng Georgios Tsolakoglou) đến khu vực này ngày 31 tháng 10 và lệnh cho họ tấn công vào Albania cùng với lực lượng TSDM. Vì những lý do hậu cần, cuộc tấn công này đã liên tục bị hoãn cho đến ngày 14 tháng 11.
Sức kháng cự ngoài dự kiến của Hy Lạp đã làm Bộ Tư lệnh Ý phải ngạc nhiên. Nhiều sư đoàn đã được vội vã điều sang Albania, và những kế hoạch về các cuộc tấn công phụ vào các đảo của Hy Lạp bị dứt khoát từ bỏ. Tức giận trước tình hình không có tiến triển, Mussolini cải tổ lại bộ chỉ huy ở Albania, thay thế Prasca bằng tướng Ubaldo Soddu, Thứ trưởng Bộ chiến tranh cũ của mình vào ngày 9 tháng 11. Ngay sau khi đến nơi, Soddu đã ra lệnh cho lực lượng cuủa mình chuyển sang phòng thủ. Cuộc xâm chiếm của Ý đã thất bại rõ ràng. Ngày 4 tháng 12, tướng Soddu gửi cho Tổng Tư lệnh tối cao một thông điệp yêu cầu tăng cường lực lượng vũ trang, hoặc là ký kết một hiệp ước đình chiến với Hy Lạp. Mussolini đã trả lời:
| “ | Thay vì yêu cầu hiệp ước đình chiến với Hy Lạp, tốt hơn là hãy để lại tất cả cho người Albania và tự sát tại chỗ. | ” |

Trong quân đội Ý tấn công Hy Lạp có vài trăm người Albania (dân tộc Cham, người Kosovo, v.v.) thuộc những tiểu đoàn áo đen trực thuộc quân đội Ý. Tuy nhiên hiệu quả chiến đấu của họ yếu kém một cách rõ rệt. Các nhà chỉ huy Ý, kể cả Mussolini, sau này đều đổ lỗi cho người Albania về thất bại của Ý. Những tiểu đoàn Albania này, tên là Tomorri và Gramshi, được thành lập trong quân đội Ý ba tháng trước cuộc xâm lăng, và trong chiến đấu, phần lớn trong số họ đã đào ngũ theo quân đội Hy Lạp.

### Hy Lạp phản công và sự bế tắc

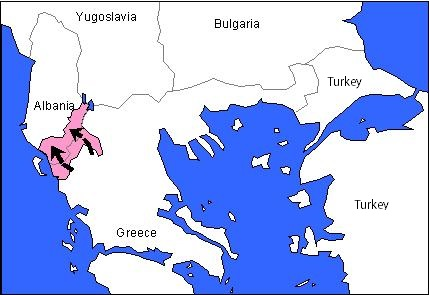
Chiến dịch phản công của Hy Lạp

Lực lượng dự bị của Hy Lạp bắt đầu tiếp cận mặt trận vào đầu tháng 11, khi mà sự án binh bất động của Bulgaria cho phép Bộ Tư lệnh Hy Lạp điều phần lớn những sư đoàn của mình từ biên giới Hy Lạp-Bulgaria đi huy động cho mặt trận Albania. Điều đó cho phép Tổng tư lệnh Hy Lạp, trung tướng Alexandros Papagos, thiết lập được ưu thế về số lượng vào giữa tháng 11, trước khi tiến hành phản công. Walker chỉ ra rằng người Hy Lạp có lợi thế rõ rệt với 250.000 quân chống lại 150.000 quân Ý vào thời điểm họ tổ chức phản công, và chỉ có 6 sư đoàn Ý, quân sơn chiến, là được huấn luyện và trang bị phù hợp với các điều kiện miền núi. Bauer cho rằng đến ngày 12 tháng 11 tướng Papagos có tại mặt trận hơn 100 tiểu đoàn bộ binh chiến đấu trên địa hình quen thuộc của họ, so với ít hơn 50 tiểu đoàn của Ý.

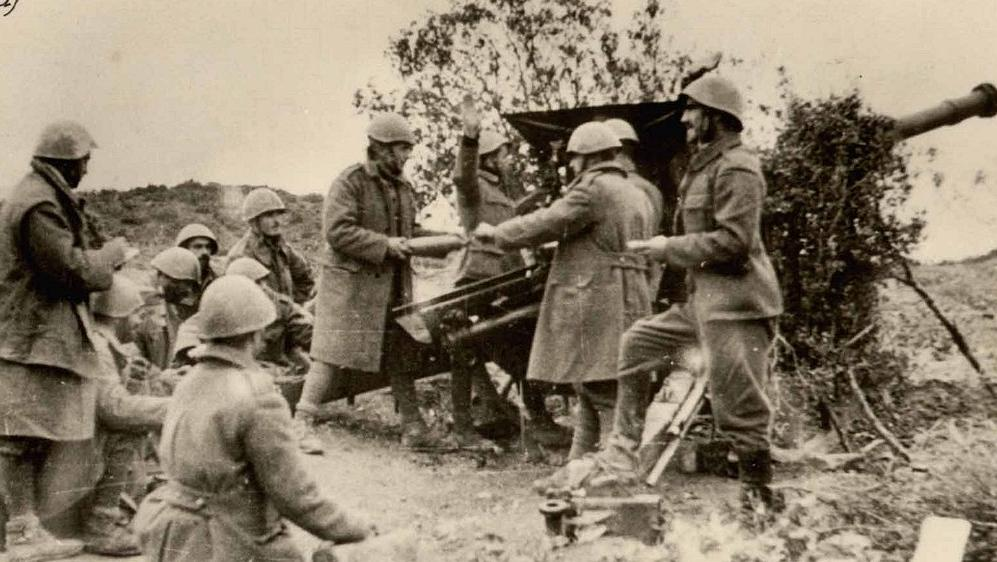
Pháo binh Hy Lạp đang bắn phá các cao điểm Ivan ở gần Korce.

Lực lượng TSDM và quân đoàn 3, liên tục được tăng viện với các đơn vị đến từ toàn miền bắc Hy Lạp, đã phát động tấn công vào ngày 14 tháng 11, theo hướng Korçë. Sau những giao tranh ác liệt trên tuyến biên giới, người Hy Lạp đã đột phá thành công trong ngày 17, và tiến vào Korçë ngày 22. Tuy nhiên, nhờ sự do dự của Bộ tư lệnh Hy Lạp, quân Ý đã phá vòng vây và tái tập hợp, tránh được sự sụp đổ toàn cục.
Cuộc tấn công từ phía Tây Macedonia được phối hợp với chiến dịch tấn công chung dọc theo toàn bộ mặt trận. Các quân đoàn 1 và 2 tiến đến Epirus, và sau một trận kịch chiếm đã chiếm được Sarandë, Pogradec và Gjirokastër cho đến đầu tháng 12, và Himarë vào ngày 22 tháng 12, gần như chiếm cứ hoàn toàn khu vực ở miền nam Albania mà người Hy Lạp vẫn gọi là "Bắc Epirus". Những thắng lợi sau cùng của Hy Lạp là việc quân đoàn 2 chiếm đóng đèo Klisura được xây dựng rất kiên cố và có ý nghĩa quan trọng về chiến lược ngày 10 tháng 1 năm 1941, và chiếm được núi Trebeshinë đầu tháng 2 sau đó. Tuy nhiên quân Hy Lạp đã không thành công trong việc đột phá về phía Berat, và cuộc tấn công của họ về Vlorë cũng thất bại. Trong cuộc chiến tại Vlorë, quân Ý đã chịu tổn thất nặng nề của các sư đoàn số 7 Lupi di Toscana, số 3 Julia, số 24 Pinerolo và số 5 Pusteria, nhưng đến cuối tháng 1, nhờ phối hợp mà cuối cùng người Ý cũng đạt được ưu thế về số lượng và với tình hình hậu cần tồi tệ, cuộc tiến quân của Hy Lạp cuối cùng đã phải ngừng lại.
Vào giữa tháng 12, tướng Soddu đã bị thay thế bằng tướng Ugo Cavallero. Ngày 4 tháng 3, người Anh đã gửi đoàn tàu chở quân đội và đồ tiếp tế đầu tiên tới Hy Lạp, theo lệnh của trung tướng Henry Maitland Wilson. Lực lượng của họ gồm 4 sư đoàn (57.000 quân), 2 trong số đó là quân thiết giáp. Họ đã không tới được mặt trận đúng lúc để chiến đấu.
Đoạn văn sau đây tóm lược một cách chính xác về cả cuộc chiến đấu bảo vệ tổ quốc xuất sắc của người Hy Lạp cũng như thất bại do sự chuẩn bị yếu kém của người Ý, và cả tinh thần dũng cảm của binh lính Ý:
| “ | Không ai có thể phủ nhận vòng nguyệt quế chiến thắng của binh lính Hy Lạp. Nhưng với những điều kiện như vậy họ chỉ có thể nói rằng binh lính Ý đã có được vòng hoa liệt sĩ một nghìn lần hơn. | ” |
| — | |   |

### Chiến dịch Tấn công Mùa xuân của Ý và can thiệp của Đức

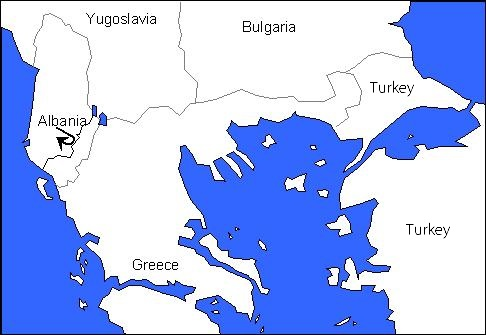
Cuộc tấn công thứ hai của Ý

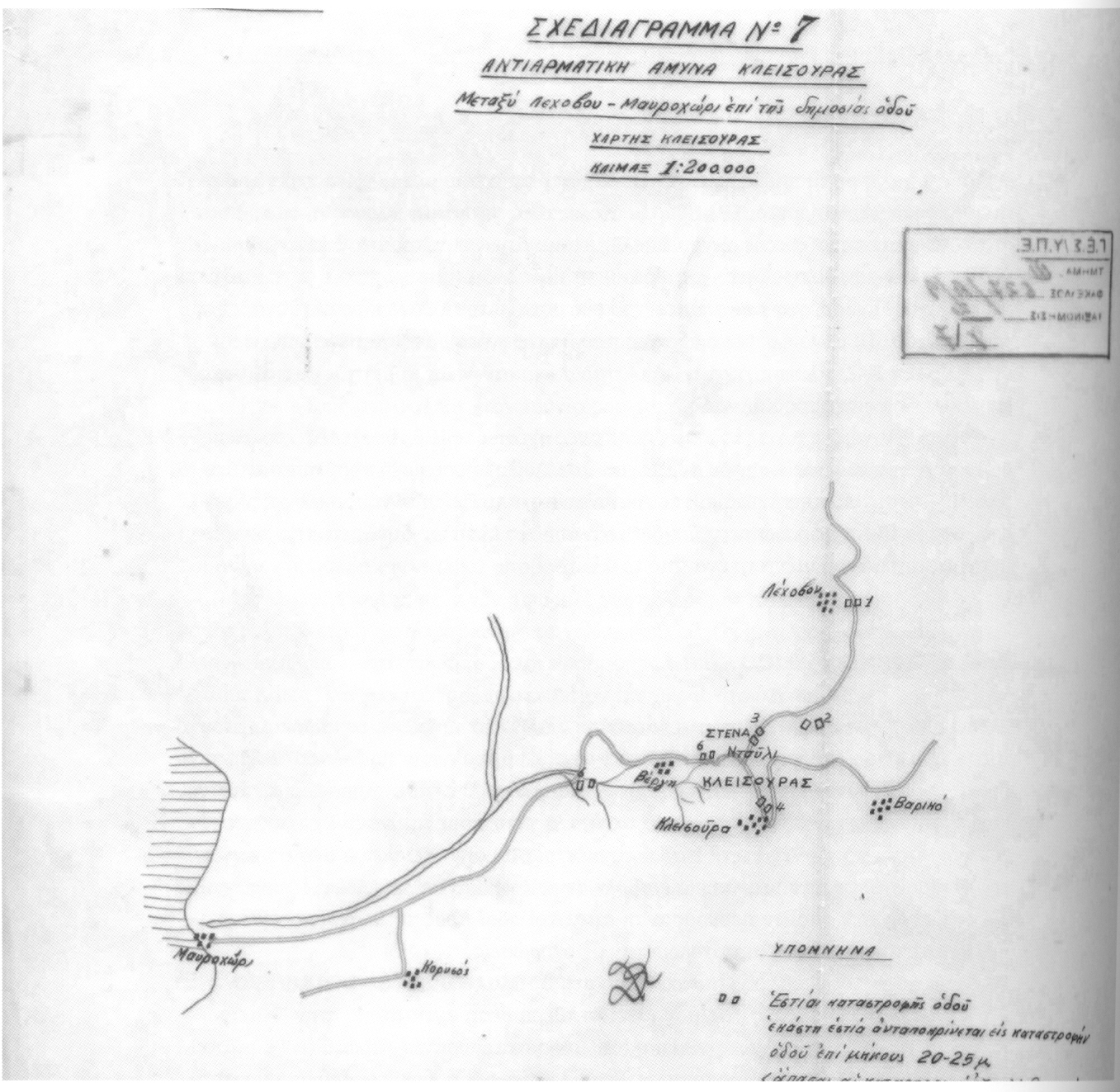
Tuyến phòng thủ chống tăng của Hy Lạp tại đèo Klisura trong cuộc tấn công của Đức.

Tình hình tiếp tục bế tắc, cho dù những hoạt động cục bộ vẫn tiếp diễn, nhưng cả hai bên đều không có lực lượng đủ mạnh để mở một cuộc tấn công quy mô lớn. Dù đạt được một số thành quả, người Hy Lạp hiện đang ở vào tình thế bấp bênh do họ gần như đã rút toàn bộ vũ khí và quân đội ở biên giới phía bắc để huy động cho mặt trận Albania, và giờ đã quá suy yếu để có thể đối phó với khả năng một cuộc tấn công của Đức qua lãnh thổ Bulgaria.
Mặt khác, người Ý vì muốn thu được một thắng lợi tại mặt trận Albania trước cuộc can thiệp sắp xảy ra của Đức, nên đã tập hợp lực lượng để chuẩn bị một chiến dịch tấn công mới, mật danh là "Primavera" ("Mùa xuân"). Họ đã tập trung 17 sư đoàn (so với 13 của Hy Lạp), do đích thân Mussolini giám sát, mở cuộc tấn công kịch liệt tại đèo Klisura. Cuộc công kích kéo dài từ ngày 9 đến 20 tháng 3, nhưng vẫn không đánh lui được quân Hy Lạp và chỉ thu được thắng lợi nhỏ tại Himarë, khu vực Mali Harza và núi Trebescini ở gần Berat. Từ thời điểm này cho đến cuộc tấn công của Đức ngày 6 tháng 4, tình trạng bế tắc lại tiếp diễn, khi hoạt động của cả hai bên đều giảm xuống.
Thấy trước cuộc tấn công của Đức sắp xảy ra, nước Anh và một số người Hy Lạp đã thúc giục rút tập đoàn quân Epirus để dành những đội quân và trang bị vô cùng cần thiết cho việc chặn đứng quân Đức. Thế nhưng, cảm tính dân tộc đã không cho phép từ bỏ những vị trí hiểm yếu như vậy, bỏ qua một bên những lôgíc quân sự, và việc rút lui trước mặt quân Ý đã chiến bại bị coi là đáng hổ thẹn. Thế là phần lớn quân đội Hy Lạp (15 sư đoàn) vẫn ở sâu trong đất Albania, trong khi cuộc tấn công của Đức đã gần kề. Tướng Wilson đã chế giễu sự miễn cưỡng này là "học thuyết sùng bái không chịu nhường một thước đất nào cho người Ý". Chỉ còn lại 6 trong số 21 sư đoàn Hy Lạp được để lại đối phó với quân Đức.

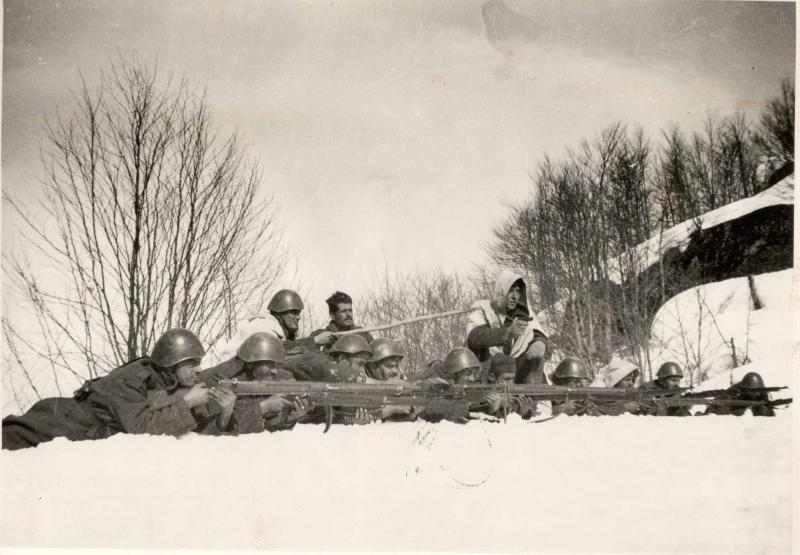
Một đơn vị lục quân Hy Lạp trong Chiến dịch Tấn công Mùa xuân của Ý.

Từ ngày 6 tháng 4 quân đội Ý bắt đầu tấn công trở lại tại Albania để phối hợp với chiến dịch Marita của Đức. Những cuộc tấn công đầu tiên không có mấy tiến triển, nhưng vào ngày 12 tháng 4, Bộ tư lệnh Hy Lạp, hoảng hốt trước tốc độ tiến quân nhanh chóng của Đức, đã ra lệnh cho quân đội rút lui khỏi Albania. Tập đoàn quân số 9 Ý chiếm Korçë ngày 14 tháng 4, tiếp đến là Ersekë ba ngày sau đó. Ngày 19 tháng 4 quân Ý chiếm phần bờ hồ Prespa của Hy Lạp và đến 22 tháng 4 trung đoàn bắn tỉa số 4 đã tới cây cầu tại ngôi làng biên giới Perati, và vượt qua cầu sang lãnh thổ Hy Lạp trong ngày hôm sau.
Cùng thời gian này, tập đoàn quân Epirus của Hy Lạp đã bị cô lập trong ngày 18 tháng 4, khi các đơn vị thuộc lữ đoàn cơ giới Leibstandarte SS Adolf Hitler chiếm được đèo Metsovo sau khi đè bẹp sức kháng cự của Hy Lạp tại địa phương. Ngày hôm sau, Ioannina rơi vào tay quân Đức, hoàn toàn cô lập quân đội Hy Lạp. Nhận thấy tình thế vô vọng của mình, trung tướng Georgios Tsolakoglou, với sự đồng tình của nhiều tướng lĩnh khác (nhưng trong đó không có tướng Papagos), đã thay thế chức chỉ huy của trung tướng Pitsikas và xin hàng viên chỉ huy Đức Sepp Dietrich ngày 20 tháng 4, nhằm tránh bị mất danh dự khi phải đầu hàng quân Ý. Các điều kiện đầu hàng được cho là danh dự, vì quân đội Hy Lạp không bị bắt làm tù binh, và các sĩ quan được phép giữ lại những vũ khí cá nhân của mình. Thế nhưng, Mussolini đã nổi giận trước việc đầu hàng đơn phương này, và nhiều lần kháng nghị với Hitler, kết quả là nghi thức đầu hàng lại được tổ chức lại vào ngày 23 tháng 4 có đại diện Ý tham gia.
Ngày 24 tháng 4 quân Ý gia nhập vào các lực lượng Đức đang tấn công khu vực Attica gần Athens, trong khi quân Anh bại trận đã bắt đầu sơ tán và quân Bulgaria đã tràn vào chiếm vùng lãnh thổ phía bắc Hy Lạp ở gần Xanthi. Ngày 3 tháng 5, sau khi chiếm được mục tiêu cuối cùng là đảo Crete, Đức và Ý đã mở một cuộc diễu hành lớn tại Athens để biểu dương chiến thắng của phe Trục. Sau thắng lợi tại Hy Lạp (và Nam Tư), Mussolini liền bắt đầu đề cập và khoe khoang về biển riêng của người Ý trong những bài tuyên truyền của mình.

## Các hoạt động hải quân
Vào thời điểm bắt đầu cuộc chiến, Hải quân Hoàng gia Hy Lạp bao gồm chiếc tuần dương hạm cũ Averof, 10 khu trục hạm (4 chiếc thuộc lớp Theria, 4 chiếc tương đối hiện đại thuộc lớp Dardo và 2 chiếc mới thuộc lớp khu trục hạm G), nhiều tàu phóng ngư lôi và 6 tàu ngầm cũ. Đứng trước lực lượng mạnh của Hải quân Hoàng gia Ý (Regia Marina), vai trò của nó chủ yếu giới hạn trong việc tuần tra và hộ tống các đoàn tàu hàng tại biển Aegea. Điều này là cần thiết cho việc hoàn thành công tác động viên quân đội cũng như toàn bộ việc tái cung cấp cho đất nước, khi các tuyến vận tải biển bị máy bay và tàu ngầm Ý từ quần đảo Dodecanese uy hiếp.
Dù vậy, các tàu của Hy Lạp cũng có tiến hành những chiến dịch tấn công hạn chế vào những đoàn tàu Ý tại eo biển Otranto. Các khu trục hạm đã thực hiện 3 cuộc đột kích ban đêm táo bạo nhưng không có kết quả (14–15 tháng 11 năm 1940, 15–16 tháng 12 năm 1940 và 4–5 tháng 1 năm 1941). Thắng lợi chủ yếu là của các tàu ngầm, họ đã xoay xở đánh chìm được một số tàu vận tải Ý. Về phía Ý, mặc dù Regia Marina đã phải chịu tổn thất nặng về các tàu chiến chính trước Hải quân Hoàng gia Anh trong trận Taranto, các tuần dương hạm và khu trục hạm Ý vẫn tiếp tục hoạt động bảo về việc vận chuyển giữa Ý và Albania. Ngoài ra, ngày 28 tháng 11, một phi đội Ý đã oanh tạc Corfu, và trong các ngày 18 tháng 12 và 4 tháng 3, lực lượng Ý đã pháo kích các vị trí trên bờ biển của Hy Lạp ở Albania.
Từ tháng 1 năm 1941, nhiệm vụ chủ yếu của Hải quân Hoàng gia Bắc Hy Lạp là phối hợp với Hải quân Hoàng gia Anh hộ tống các đoàn tàu vận tải đến và đi Alexandria. Khi việc vận chuyển quân viễn chinh Anh bắt đầu vào đầu tháng 3, hạm đội Ý quyết định xuất kích tấn công họ. Nhờ biết trước thông tin bằng cách chặn bắt mã Ultra, hạm đội Anh đã chặn đánh và làm thất bại hoàn toàn quân Ý trong trận mũi Matapan vào ngày 28 tháng 3.
Khi cuộc tấn công của Đức bắt đầu ngày 6 tháng 4, tình hình đã có chuyển biến rất nhanh. Không quân Đức kiểm soát bầu trời và gây ra những thiệt hại nặng nề cho hải quân Hy Lạp và Anh. Khi phần đất liền Hy Lạp rồi đến đảo Crete bị quân đội Đức chiếm đóng, đã đánh dấu sự kết thúc của các hoạt động tàu nổi của Đồng Minh trên hải phận Hy Lạp cho đến tận chiến dịch Dodecanese năm 1943.

## Kết quả
Sau khi đảo Crete thất thủ tháng 5 năm 1941, toàn bộ Hy Lạp đã nằm dưới quyền kiểm soát của phe Phát xít. Trong vòng 3 năm sau đó, quốc gia này đã phải chịu đựng ách chiếm đóng hà khắc của Đức, Ý và Bulgaria. Đức chiếm đóng các khu quân sự tại Trung và Đông Macedonia, cùng với hải cảng quan trọng Thessaloniki, thủ đô Athens, các đảo phía bắc Aegea và đảo Crete. Về phần mình, Bulgaria được sáp nhập vùng Thrace. Người Ý được kiểm soát những phần còn lại của Hy Lạp. Ở trong nước, một mạng lưới kháng chiến có hiệu quả đã được thiết lập, và đã giải phóng được phần lớn miền núi của đất nước cho đến năm 1944. Trong khi đó, quân đội và tàu bè của Hy Lạp ở vẫn vẫn tiếp tục chiến đấu cùng với người Anh tại Bắc Phi và sau đó cả ở Ý. Với cuộc rút lui của quân Đức khỏi Balkan trong tháng 10-11 năm 1944, toàn bộ Hy Lạp, ngoại trừ một số đảo vẫn còn các đơn vị đồn trú Đức bị cô lập, đã được giải phóng. Thế nhưng ngay sau đó, quốc gia này đã chìm vào một cuộc xung đột mới, cuộc Nội chiến Hy Lạp.

## Ảnh hưởng trong Chiến tranh thế giới thứ hai
Mặc dù chiến thắng cuối cùng trong chiến dịch Hy Lạp là thuộc về phe Trục, sự kháng cự của người Hy Lạp trước cuộc xâm lăng của Ý, theo nhiều sử gia, đã gây ảnh hưởng rất lớn đến diễn tiến của Chiến tranh thế giới thứ hai. Cụ thể, nó được cho là nguyên nhân khiến quân Đức cần phải can thiệp tại Balkan và làm trì hoãn chiến dịch Barbarossa, đồng thời gây ra nhiều thiệt hại, nhất là về máy bay và lính dù Đức trong cuộc tấn công đảo Crete, cũng làm ảnh hưởng đến kết cục của chiến dịch này. Adolf Hitler, trong một cuộc nói chuyện với Leni Riefenstahl, đã cay đắng nói rằng "nếu người Ý không tấn công Hy Lạp và cần đến sự giúp đỡ của chúng tôi, thì chiến tranh đã diễn ra theo một diễn biến khác. Chúng tôi có thể đến trước cái lạnh của nước Nga nhiều tuần lễ và chinh phục được Leningrad và Moscow. Sẽ không có Stalingrad". Hơn nữa, sự cần thiết chiếm đóng quốc gia này, đàn áp quân du kích và phòng ngừa các hoạt động của Đồng Minh tại đây đã trói chân nhiều sư đoàn Đức và Ý trong suốt cuộc chiến. Tuy nhiên, một số sử gia nổi tiếng như Antony Beevor lập luận rằng không phải cuộc chiến đấu của người Hy Lạp làm chậm cuộc tấn công Liên Xô của phe phát xít, mà là việc chậm xây dựng các sân bay tại miền đông châu Âu.
Đối với Mussolini, thất bại của quân đội Ý trong việc chinh phục Hy Lạp mà không có sự hỗ trợ từ phía Đức đã gây tổn hại đến uy tín của ông ta cả ở trong nước và quốc tế. Thay vì khẳng định sự độc lập của nước Ý như ông ta hy vọng, Mussolini lại thấy mình mắc nợ Hitler nhiều hơn trước. Suốt thời gian còn lại của chiến tranh Mussolini không bao giờ được ở lại vào thế có thể hành động đơn phương theo ý mình như ông ta đã làm trong cuộc chiến với Hy Lạp.
Tuy nhiên, đồng thời, lực lượng kháng chiến Hy Lạp rốt cục cũng phải cần đến sự giúp đỡ của Đồng Minh. Quyết định điều quân Anh đến Hy Lạp chủ yếu được thúc đẩy bởi những lý do chính trị, và sau này được xem như, theo lời của tướng Alan Brooke, "một sai lầm chiến lược hoàn toàn", vì nó đã dẫn đến việc chuyển các lực lượng từ Trung Đông, trong một giai đoạn hết sức nguy cấp, tới Hy Lạp. Theo dòng diễn biến các sự kiện, những lực lượng này đã tỏ ra là không đủ để đối phó với cuộc tấn công của Đức tại Hy Lạp, nhưng lại có thể đóng một vai trò quyết định tại Mặt trận Bắc Phi, giúp đem lại một kết cục thắng lợi sớm hơn rất nhiều so với thực tế.
Cũng quan trọng không kém, trong thời điểm khi mà chỉ có Đế quốc Anh đang chống lại phe Trục, là tấm gương tinh thần của một quốc gia nhỏ bé đã đánh bại được phát xít Ý, phản ánh trong những sự ca ngợi nồng nhiệt về cuộc đấu tranh của người Hy Lạp lúc đó, trong đó nổi bật nhất là đánh giá của Winston Churchill:
| “ | Kể từ đây chúng ta sẽ không nói rằng người Hy Lạp chiến đấu như những anh hùng, mà là những người anh hùng chiến đấu giống như người Hy Lạp. | ” |
| — | |   |

Tướng Pháp Charles de Gaulle cũng đã khen ngợi cuộc kháng cự mãnh liệt của Hy Lạp. Trong một thông báo chính thức được đưa ra trùng với lễ kỷ niệm ngày Độc lập của Hy Lạp (25 tháng 3), De Gaulle đã bày tỏ sự ngưỡng mộ của mình với cuộc kháng chiến anh hùng của Hy Lạp:
| “ | Nhân danh người dân Pháp tuy đã bị chiếm đóng nhưng vẫn còn tồn tại, nước Pháp muốn gửi lời chào của mình đến người Hy Lạp, những người đang đấu tranh cho tự do của mình. Ngày 25 tháng 3 năm 1941 cho thấy nước Hy Lạp trên đỉnh cao cuộc đấu tranh anh hùng của họ và trong tột đỉnh vinh quang. Kể từ sau trận Salamis, Hy Lạp vẫn chưa hề có được sự vĩ đại và vẻ vang mà hôm nay đang có. | ” |
| — | |   |

Việc Hy Lạp gia nhập phe Đồng Minh còn góp phần vào việc để họ sáp nhập quần đảo Dodecanese vốn cư dân là người Hy Lạp nhưng bị Ý chiếm đóng sau chiến tranh thế giới thứ hai, vào năm 1947.

## Phân tích
Tướng Sebastiano Visconti Prasca, trong hồi ký của mình, đã quy kết thất bại của chiến dịch này chủ yếu là do tổ chức yếu kém, những hành động cá nhân, sự tham những và thiếu phối hợp giữa các đội ngũ chỉ huy cao cấp trong lực lượng vũ trang Ý. Prasca so sánh sự kháng cự ngoan cường của người Hy Lạp tại Epirus với người Thổ Nhĩ Kỳ tại Dardanelles trong chiến tranh thế giới thứ nhất. Tuy nhiên, đồng thời Prasca lại bị cho là một trong số những người chịu trách nhiệm chính trong việc đánh giá thấp sức mạnh của quân đội Hy Lạp, lập ra những kế hoạch không thỏa đáng và dẫn quân đội Ý đến sai lầm tại dãy núi Epirus. Các lực lượng của Ý chắc chắn đã gặp phải những vấn đề chiến thuật, bị yếu kém về bộ binh, khi chỉ có 2 trung đoàn trong mỗi 1 sư đoàn. Thế nhưng người Ý lại mạnh hơn về pháo binh và súng cối so với Hy Lạp, cũng như có ưu thế tuyệt đối về không quân, nhưng họ đã không biết khai thác cho hợp lý. Động cơ chiến đấu của quân lính Ý không cao, trái hẳn với người Hy Lạp, và địa hình hiểm trở tại Epirus có lợi cho quân phòng thủ cũng đã đóng một vai trò trong việc dẫn đến kết quả này của cuộc chiến.
Tuy nhiên, người Ý đã thất bại chủ yếu ở cấp độ chiến lược, tức là cấp của Mussolini và Bộ tư lệnh. Chưa đầy một tháng trước cuộc xâm lược Hy Lạp, ngày 1 tháng 10, Mussolini đã ra lệnh cho giải ngũ một nửa quân đội Ý, một phương án đã được Bộ tổng tham mưu chấp nhận, mặc dù tướng Mario Roatta đã cảnh báo rằng làm như vậy phần lớn quân đội sẽ trở nên không thể hoạt động trong nhiều tháng. Thêm vào đó, việc đánh giá thấp sự chuẩn bị của người Hy Lạp đã đẩy chiến dịch đến chỗ bị thất bại ngay từ khi bắt đầu. Sử gia Ý Renzo De Felice đã viết: "Ưu thế quân sự tuyệt đối (về số lượng và công nghệ), trong những tháng đầu tiên của chiến tranh, luôn thuộc về phía quân Hy Lạp. Người Ý chỉ có 8 sư đoàn tại Albania (và 2 trong số đó đang đối diện với quân đội Nam Tư) trong tháng 10 năm 1940, trong khi người Hy Lạp lúc đầu có 14 sư đoàn đã được huấn luyện tốt về chiến đấu trên địa hình đồi núi. Quân đội Hy Lạp đã sử dụng toàn bộ nguồn lực hiện có để đạt được thắng lợi trong phòng ngự và phản công; kết quả là chiến dịch Marita của Đức chỉ gặp phải sự kháng cự hạn chế của quân Hy Lạp vốn đã kiệt sức trong tháng 4 năm 1941". Một thiếu sót đáng chú ý khác trong chiến dịch của Ý là không có một cuộc tấn công nào tại các đảo Ionia hay đảo Crete, những mục tiêu nơi rõ ràng là được phòng thủ khá yếu kém, và có thể đem lại cho Ý những căn cứ hải quân và không quân lợi hại.